# 영상가이석태
영상가이석태는 민어과의 물고기이다. 수심 150cm의 펄이나 모래바닥에 주로 서식한다.